# Granica brazylijsko-urugwajska
Granica brazylijsko-urugwajska – granica międzypaństwowa, ciągnąca się na długości 1068 km od trójstyku z Argentyną na zachodzie do wybrzeża Oceanu Atlantyckiego na wschodzie.
Na odcinku około 200 km granicę stanowi koryto rzeki Cuareim. W dalszym swym odcinku granica przecina laguna Mirim.